# 朱友貞
朱 友貞（しゅ ゆうてい）は、五代後梁の第3代（最後）の皇帝。廟号や諡号は贈られていないため、後世の史家によって末帝と呼ばれている。父帝を殺した兄帝を殺して即位するが、頽勢を挽回できずに後唐に攻め滅ぼされた。

## 生涯

### 出生
太祖朱晃の四男であり、郴王朱友裕と第2代皇帝朱友珪の異母弟である。
父が唐から禅譲を受けた後に均王として封じられた。開平4年（910年）には東京馬歩軍都指揮使に任命されている。
乾化2年（912年）、郢王朱友珪が太祖を殺害し帝位を継ぐと、周囲の歓心を買うための政策が行われ、朱友貞は東京（開封府）留守・開封府尹に任じられた。しかし朱友珪は荒淫な生活を好み、治世は乱れたことで周囲の不満が爆発、鳳暦元年（913年）に袁象先ら禁軍数千が反乱を起こし朱友珪は殺害され、朱友貞が皇帝として擁立された。

### 即位
即位した末帝は、朱友珪が使用していた鳳暦を廃し、太祖が使用していた乾化の年号を復活させた。
即位直後の情勢であるが内政のみならず、外交面でも沙陀突厥の晋（後の後唐）との抗争が継続しており、その治世は前途多難な船出となった。915年に貞明と改元し、天雄軍節度使（魏博節度使）の楊師厚が死去したことより、朱友貞は天雄軍を分割してその勢力の抑制を図るが、これが天雄軍の反乱を招き、晋に投降してしまうという事件が発生している。
また同年に、同母弟の康王朱友敬が謀反を起こしたために、その下に刺客を遣わして殺害した。このことより、以後は宗室と距離を置き始めた末帝は、功績があった趙巌ら側近を要職に就けて、専制政治を推し進めるようになった。
916年、晋との戦いに数度に亘って敗北した後梁は、黄河以北の殆どの土地を失い、これ以降、後梁の国土は晋に蝕まれるようになった。
921年には龍徳と改元する。だが後梁は末期状態であり、今後は従兄の朱友能が謀反を起こしたために、あまり評判が芳しくなかったその兄の朱友諒と弟の朱友誨らを連座として捕らえて、三兄弟をまとめて処刑し晒し首にしたという。さらに異母弟の朱友雍・朱友徽らに対して、謀反の企みありと称して、これを誅殺している。このように後梁が内訌で揉めている隙を衝いて、既に後唐の皇帝として即位していた荘宗李存勗の総攻撃に遭った。観念した朱友貞は控鶴都将（侍衛軍の将校）の皇甫麟に介錯させ、自決して果てた。享年36。さらに皇甫麟は自身も主君の後を追って自決した。こうして後梁は3代16年で滅亡した。

## 宗室

### 后妃
- 徳妃張氏
- 次妃郭氏

### 女子
- 寿春公主
- 寿昌公主
- 晋安公主